# Eric Geddes
Sir Eric Campbell Geddes (26. září 1875, Ágra, Britská Indie – 22. června 1937, Albourne Place, Sussex, Anglie) byl britský podnikatel a politik. Jako potomek staré skotské obchodnické rodiny se uplatnil v podnikání, prosadil se jako úspěšný manažer v oblasti železniční dopravy. Za první světové války se díky svým aktivitám v dopravě uplatnil i v politice, byl členem vlády ve funkci ministra námořnictva (1917–1919) a ministra dopravy (1919–1921).

## Životopis

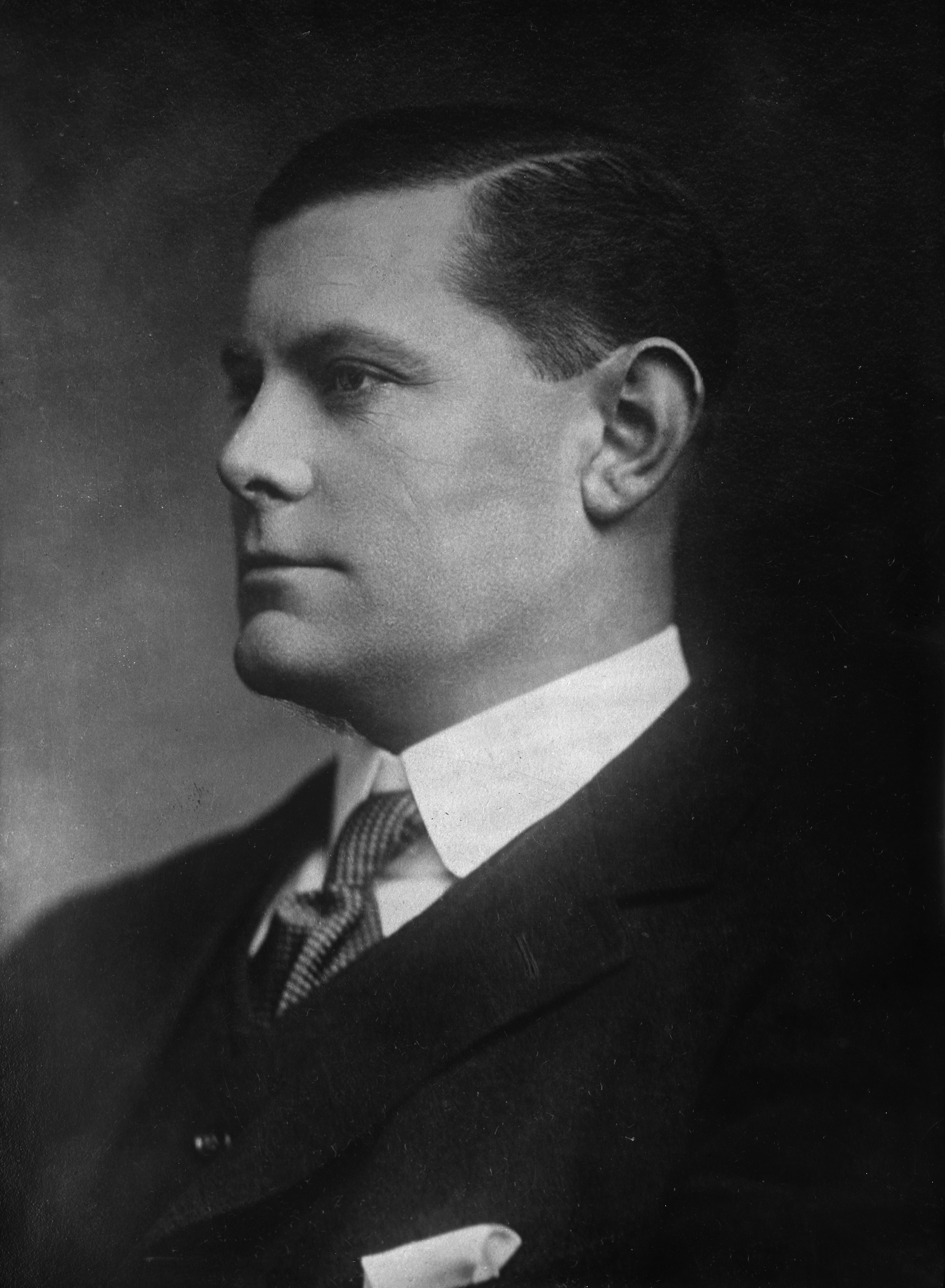
Fotografie z roku 1917 (Knihovna Kongresu, USA)

Pocházel z původně skotské rodiny, která se od 18. století prosazovala v podnikání a obchodě. Narodil se jako druhý ze sedmi potomků Sira Aucklanda Campbella Geddese (1832–1908), který působil jako inženýr v Indii. Středoškolské vzdělání získal v Edinburghu a na vojenské škole v Oxfordu, poté se věnoval obchodu, podnikal v jižní a Severní Americe a později v Indii vynikl především v železniční dopravě. Po návratu do Anglie byl ředitelem North Eastern Railway (NER) a jako manažer přední železniční společnosti získal vliv za první světové války. Začal spolupracovat s vládou, zastával funkce v dopravě a muničním zásobování. Jako organizátor vojenské dopravy na Západní frontě získal dočasnou hodnost brigádního generála. V letech 1917–1922 byl členem Dolní sněmovny za Konzervativní stranu, téhož roku byl povolán do vlády jako první lord admirality (ministr námořnictva, 1917–1919), od roku 1917 byl též členem Tajné rady. Po rekonstrukci Lloyd Georgovy vlády byl krátce ministrem bez portfeje (1919) a nakonec ministrem dopravy (1919–1921). V této době byl zároveň předsedou Výboru pro národní výdaje a byl předním iniciátorem razantních škrtů ve státním rozpočtu. Jeho aktivity v zájmu snížení válečných dluhů vstoupily do historie pod názvem Geddes Axe (Geddesova sekyra). Lloyd Georgovu vládu opustil předčasně kvůli střetu zájmů, kdy opozice kritizovala přesun státních železnic pod správu soukromých společnosti. Do roku 1922 zůstal poslancem Dolní sněmovny, poté se nadále věnoval funkcím v různých dopravních společnostech. Za zásluhy byl nositelem velkokříže Řádu britského impéria (1917) a Řádu lázně (1919), získal čestný doktorát na univerzitě v Sheffieldu. Během vojenské služby za první světové války obdržel také francouzský Válečný kříž a Řád čestné legie.

## Rodina
Zemřel na svém venkovském sídle Albourne Place v Sussexu. Po kremaci byl jeho popel rozptýlen z letadla nad kanálem La Manche.
V roce 1900 se v Indii oženil s Adou Stokes (1877–1945), dcerou anglikánského kněze. Z manželství se narodili tři synové.
Jeho mladší bratr Auckland Campbell Geddes (1879–1954) byl lékařem, ale za první světové války a krátce po ní se také uplatnil v politice. Byl mimo jiné ministrem obchodu (1919–1920), pak velvyslanec v USA (1920–1924) a v roce 1942 s titulem barona vstoupil do Sněmovny lordů.